# Affenpinscher
L'affenpinscher (de l'alemany: Affe «simi») és una raça de gos que és part de la família dels Pinschers d'origen alemany. És una raça de constitució petita i robusta, criada a partir del segle xvii. Arriben a fer 26 cm d'alçada i a pesar de 3 a 3,5 kg; són molt semblants als terriers amb orelles curtes i rectes, ulls rodons negres i amb la cua prima i petita. Tenen un pelatge eriçat, comunament negre i curt, cosa que li dona una aparença simiesca, d'aquí prové el nom.

## Història i origen de la raça
És una raça bastant antiga i està representada en quadres anteriors al segle xvi com ara les obres de Dürer i Van Eyck. Va néixer a Alemanya. Fa 150 anys es creia que aquest gos era un encreuament entre un mico i un Pinscher. Els seus orígens reals són encara desconeguts. Es creu que prové del petit Terrier alemany (avui desaparegut), del Pinscher o del Schnauzer miniatura.

## Descripció
Extravagant i reservat, l'affenpinscher té un gruixut cap rodó amb pèls que li cauen sobre els ulls grossos i foscos.
Té el musell curt i fort.
Les orelles estan ben alçades i dutes en punta cap endarrere i bastant separades entre si.
En les galtes duu flocs de pèl i el coll és curt, recte i fort amb una mica de papada.
La cua sempre amputada la duu alta.
La mandíbula inferior és lleugerament prominent.
- El color preferit és el negre. Les marques i tons tant grisos com castanys són admesos.

- Té pèl llarg, abundant, dur i molt sec, aspre al tacte. En la cara, entorn dels ulls, forma una corona característica. Tot això li dona l'aspecte de mona.
- Alçada a la creu entre 24 i 28 cm.
- Pes: 3-4 kg.

## Cures
És necessari un pentinat freqüent per a arrencar el pèl mort. En període de muda s'ha de reforçar la dieta amb vitamines, ja que la perd molt pèls. Cal vigilar el part de les femelles gestants, ja que sovint fa menestes la cesària.
Atenció també als ulls, que hauran de ser rentats regularment amb sèrum fisiològic, ja que els mateixos pèls de la cara li poden produir petites irritacions.

## Temperament
El seu desastrós aspecte natural li dona una aparença d'intel·ligència penetrant. És un bon gos guaita i, per la seva semblança amb els Terriers, li agrada caçar conills.
És molt afectuós, actiu i s'adapta molt bé.
Gos de companyia.